# Accident ferroviaire de Coutras
L'accident ferroviaire de Coutras a lieu le 24 août 1907 dans le département de la Gironde, sur la ligne de Paris à Bordeaux de la Compagnie du chemin de fer de Paris à Orléans. Malgré le nombre de ses victimes (douze morts et une cinquantaine de blessés) et les conclusions des enquêtes révélant des lacunes dans la sécurité, il ne suscitera aucune poursuite pénale.

## Circonstances
En 1907, durant la période estivale, à Bordeaux, l’express régulier de nuit no 24 pour Paris quittant la gare Saint-Jean à 22 h 30 est dédoublé par un autre qui, selon la pratique habituelle de la compagnie, le précède, le no 624, partant à 22 h 15 de la gare de la Bastide pour arriver à 7 h 18 dans la capitale.
Le samedi 24 août, ce train supplémentaire est composé de voitures des trois classes dans lesquelles ont pris place cent cinquante voyageurs, et de fourgons transportant bagages et messageries, soit treize véhicules. Il est tiré par la  machine compound no 14, de type Outrance.
Un peu après vingt-trois heures, alors qu'il n'est plus qu'à 1 500 mètres de la gare de Coutras où il doit s'arrêter trois minutes, et roule encore à 70 km/h, il est aiguillé vers une voie de garage sur laquelle stationne une machine-tender de manœuvre en tête d'une rame de quinze wagons de charbon. Sous l'effet du changement brutal de direction, la locomotive de l'express déraille, roule une centaine de mètres et, sur sa lancée, percute violemment de face celle du train de marchandises. Après l'impact, les deux machines se couchent, formant un obstacle contre lequel, poussés par leur énergie cinétique, viennent s'écraser le fourgon de tête et les quatre premières voitures du train de voyageurs, dont les épaves imbriquées se mêlent aux débris et au chargement d'un wagon de charbon, projeté loin en avant par le choc.

## Secours et bilan
Alertés par le bruit, les agents de la gare de Coutras ferment immédiatement les signaux pour stopper les trains dont l'arrivée est imminente dans les deux sens, et se rendent sur place pour assurer les premiers secours à la lueur des torches et des lanternes. Ils sont rapidement rejoints par les employés de l'huilerie Calvé située à proximité, rameutés par leur sous-directeur. À l'aide de scies, de haches et de crics, on s'efforce d'extraire les victimes, qui sont d'abord alignées sur le ballast puis transportées dans les locaux de la gare. Par la suite, des moyens plus importants en matériel et en hommes arriveront, d'abord avec un train de secours envoyé de Bordeaux, puis avec la grue de cinquante tonnes du dépôt de Tours.
La circulation pourra être rétablie le lendemain dès 6 heures sur une voie unique temporaire, et à 10 heures dans les deux sens. Après l'échec de plusieurs tentatives de relevage, la locomotive de l'express sera remise sur les rails le 28 août et évacuée vers les ateliers de Périgueux pour y être réparée
Les sauveteurs dégageront dix corps des débris. Si le mécanicien et le chauffeur de l'express ont pu s'extraire de leur machine renversée avec seulement des brûlures et des contusions superficielles, ceux de la machine tamponnée ainsi que deux hommes d'équipe montés avec eux sur l'engin ont été tués sur le coup lors du choc. Dans le fourgon de tête, laminé entre le tender et une voiture de première classe, le conducteur a péri écrasé. De la voiture de troisième classe, pliée « en accordéon », selon les témoins, on tirera quatre morts, dont trois membres d'une même famille. Le cadavre mutilé du chef de manœuvre ne sera retrouvé que deux jours plus tard.
Les blessés, au nombre d'une cinquantaine, dont une vingtaine sont grièvement atteints, reçoivent à la gare les soins d'urgence de médecins locaux, rejoints par des confrères voyageant dans les trains bloqués par l'accident. Ensuite, selon la gravité de leur état, ils sont déposés dans deux hôtels de la ville, ou transférés ailleurs par train. Ainsi, huit d'entre eux sont chargés dans le rapide 31 qui, après le rétablissement provisoire de la circulation sur la voie 1, repart à 6 heures vers Bordeaux, où ils sont transportés à l'hôpital Saint-André. Une dizaine d'autres, moins sévèrement touchés, ont embarqué à 2 heures pour Paris avec les rescapés de l'accident et les voyageurs de l'express 24 dans un train spécial no 122, et arriveront à 10 heures 41 à la gare d'Orsay pour être ensuite soignés soit à leur domicile ou à leur hôtel, soit à l'hôpital.
Trois semaines plus tôt, la catastrophe des Ponts-de-Cé avait déjà contraint le ministre des travaux publics Louis Barthou à interrompre précipitamment ses vacances à Villers-sur-Mer pour témoigner de la solidarité gouvernementale par un rapide aller et retour sur les lieux du drame. Ce nouvel accident l'oblige, à peine revenu d'un déplacement dans les Basses-Pyrénées le samedi soir, à quitter une fois encore sa villégiature le dimanche matin pour un autre voyage éclair. Il prend à 8 h 35 le train à Trouville-sur-Mer, attrape le Sud-Express à 12 h 18 à Paris-Orsay, en descend à 17 h 30 à Coutras, où il visite le lieu de la collision, se recueille devant les bières des victimes, puis se rend dans les hôtels où sont soignés les blessés, avant de partir pour Bordeaux où il arrive à 23 h. Le lendemain matin, il réconforte les blessés hospitalisés à Saint-André, puis saute à 11 h 7 dans un rapide pour Paris, où il arrivera à 18 h 15.
Après le décès de deux blessés les jours suivants, le bilan de l'accident s'élèvera à douze morts.

## Suites
Conformément à la procédure habituelle, outre les investigations effectuées par la compagnie, deux enquêtes officielles sont ouvertes, l'une administrative, menée par le service du contrôle du ministère des travaux publics, l'autre judiciaire, confiée au parquet de Libourne.
Puisque le signal d'entrée en gare a indiqué voie libre à l'express, alors que l'aiguille no 83, qu'il prenait en pointe, l'a dévié vers une voie de garage déjà occupée, c'est la responsabilité de l'aiguilleur Valbousquet, chargé de la manœuvre de ces appareils, qui semble  au premier abord engagée. Cependant, celui-ci soutient avoir placé ses leviers dans la bonne position, et ses dénégations véhémentes convaincront vite les enquêteurs. En effet, dès les premières analyses, il apparait que l'accident a été causé par un défaut du matériel. Le ministre l'indiquera lors de son retour à Paris, tout en renvoyant aux résultats de l'enquête pour préciser les responsabilités éventuelles.

### Une cause technique
L'aiguillage à l'origine du déraillement avait été remis en service le matin même après avoir été déplacé pour les besoins des travaux d'aménagement d'une gare de triage, et plusieurs indices concourent à créer un doute sur la sûreté de son fonctionnement. Ainsi, selon des témoins, avant l'accident, une équipe d'ouvriers s'est efforcée jusque tard dans la soirée de réparer son mécanisme, et par la suite, lors de son utilisation pour les opérations de déblaiement, on a constaté que sa manœuvre était souvent aléatoire. Les essais effectués quelque temps plus tard par les enquêteurs confirmeront eux aussi que son mouvement ne suit pas toujours celui du levier censé le commander. Après de plus amples vérifications, il s'avérera que la cause de ce dysfonctionnement réside dans une liaison défectueuse entre la cabine de l'aiguilleur et l'appareil, distants d'environ cent cinquante mètres. En effet, la transmission est assurée par des tiges métalliques tubulaires articulées coulissant dans des supports munis de galets, et les enquêteurs découvriront que cette installation a été faussée. L'hypothèse qu'elle ait pu être accidentellement forcée par un corps étranger s'intercalant entre la lame mobile de l'aiguille et le rail est un instant envisagée, mais il apparaitra vite que la déformation du mécanisme de transmission n'est pas fortuite, et résulte en réalité de plusieurs malfaçons de construction se conjuguant pour compromettre sa rigidité. Parmi celles-ci, la distance excessive entre les supports, éloignés de quatre mètres, a joué un rôle déterminant en favorisant le gondolage des tiges faute de leur encadrement suffisant.

### Absence de poursuites
Les travaux avaient été présentés quelques mois plus tôt comme devant être « entrepris d'urgence et exécutés avant la prochaine campagne d'automne », et le caractère défectueux du matériel aurait pu faire suspecter une précipitation excessive, voire des négligences fautives, dans sa conception et son installation. Pourtant, ni la compagnie, ni ses agents ne seront inquiétés.
Dès son retour à Paris, Louis Barthou déclarera ne pas avoir l'impression qu'une défaillance leur soit imputable.

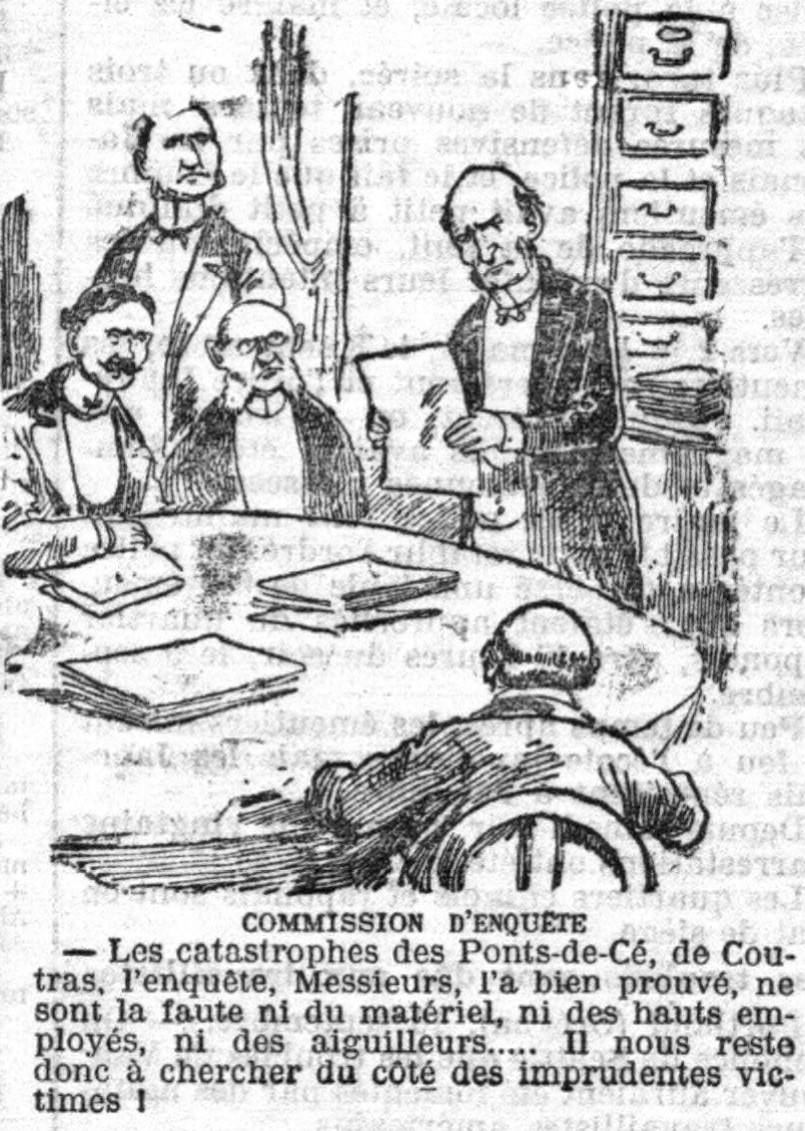
Caricature publiée dans le journal La Croix du 12 septembre 1907.

Quelques jours plus tard, les deux enquêtes officielles concluront dans le même sens, et après la remise du rapport technique des trois ingénieurs désignés comme experts par le Parquet de Libourne, l'instruction sera close par un non-lieu et aucune poursuite judiciaire ne sera engagée, l'accident étant tacitement imputé à la fatalité.
La question des éventuelles responsabilités ne sera pas non plus abordée à l'occasion de l'interpellation déposée à la Chambre par M. Chastenet, député de Bordeaux . En effet, après avoir été jointe à celles relatives à l'accident des Ponts-de-Cé, elle sombrera avec elles dans les dédales de la procédure parlementaire sans avoir donné lieu à débat, malgré l'engagement du ministre de s'expliquer « à une date prochaine devant la Chambre» .
En annonçant l'accident, le journal L'Humanité avait fustigé « …la criminelle impéritie des compagnies de chemins de fer, n'hésitant pas à sacrifier la vie des voyageurs en réduisant leur personnel aux extrêmes limites du possible ». Toutefois, après la clôture sans suites de l'instruction judiciaire, il se bornera, comme le reste de la presse, à prendre acte de la tendance des enquêteurs de l'époque à considérer les défaillances techniques du matériel ferroviaire comme des aléas naturels excluant toute autre responsabilité humaine. Ainsi, dans L'Intransigeant, un éditorial de Léon Bailby reconnait avec fatalisme « qu’il est presque impossible, en de telles circonstances, de déterminer les responsabilités » et que « malgré les progrès de la science, on n’a pas encore trouvé les moyens de nous prémunir contre les inévitables périls »
Faute de responsabilité pénale, les victimes seront indemnisées par la compagnie en application de la loi du 9 avril 1898 sur les accidents du travail pour les cheminots en service, et à l'amiable pour les voyageurs.

### Correctifs proposés
Causé par le dysfonctionnement d'un aiguillage situé à l'entrée d'une gare, l'accident suscitera dans la presse nombre de commentaires et suggestions. Ainsi, le journal Le Figaro présentera comme « excellente observation » la proposition d'un de ses lecteurs de donner priorité à la sécurité sur la rapidité en ralentissant systématiquement l'allure des trains à l'approche des gares.
L'essentiel des interventions portera sur les dangers des aiguilles prises en pointe sur les voies principales, et sur les moyens de les conjurer. Ainsi, Le Temps, tout en admettant qu'elles peuvent être nécessaires, affirmera qu'elles « constituent un danger certain, bien établi », alors qu'elles sont « placées à l'entrée de bien des gares, où elles pourraient être remplacées par des systèmes plus sûrs ». L'article suscitera immédiatement la réponse d'un lecteur ingénieur recensant les systèmes de sécurité utilisables.
Le journal La Lanterne, dans une tribune libre, demandera l'installation de dispositifs de contrôle du bon fonctionnement des aiguilles.
Finalement, une décision ministérielle du 14 novembre 1907 prescrira de munir les aiguilles prises en pointe d'appareils de contrôle impératif.